# Estação Arts-Loi
Arts-Loi (fr) ou Kunst-Wet (nl) é uma estação das linhas 5 e 6, 1 e 2 do Metro de Bruxelas.

| Oeste ou norte                                |  |              |  | Leste ou Sul                                  |
| --------------------------------------------- |  | ------------ |  | --------------------------------------------- |
| Parc sentido Gare de l'Ouest                  |  | Linha 1 (en) |  | Maelbeek sentido Stockel                      |
| Madou sentido Elisabeth (d) através da Rogier |  | Linha 2      |  | Trône sentido Simonis através da Gare du Midi |
| Parc sentido Érasme                           |  | Linha 5 (en) |  | Maelbeek sentido Herrmann-Debroux             |
| Madou sentido Elisabeth (d)                   |  | Linha 6 (en) |  | Trône sentido Roi Baudouin                    |
| editar no Wikidata                            |  |              |  |                                               |